# Ansbach
Ansbach er en by i delstaten Bayern ved Nürnberg i Sydtyskland. Byen har et areal på 99,92 km², og har 40.512 indbyggere (2006).
- Wikimedia Commons har flere filer relateret til Ansbach